# Памятник жертвам чернобыльской катастрофы (Кишинёв)
Мемориальный комплекс в память о погибших в результате катастрофы на Чернобыльской АЭС был заложен в 2004 году. 3 марта состоялась закладка церкви, которая позже вошла в будущий мемориальный комплекс памяти жертв катастрофы в Чернобыле.
26 апреля 2013 года Митрополит Кишинёвский и всея Молдовы Владимир освятил православную церковь в составе мемориала.
Территория мемориала не благоустроена: развалины незавершённой конструкции, заросшие газоны и разбитые тротуары. Отсутствует даже памятник как таковой - ежегодно в годовщину трагических событий 1986 года цветы возлагают к мемориальному камню, который был установлен временно. 
Мемориал жертвам Чернобыльской катастрофы расположен на улице Трандафирилор в Кишинёве.